# Mukartihal, Basavana Bagevadi
Mukartihal là một làng thuộc tehsil Basavana Bagevadi, huyện Bijapur, bang Karnataka, Ấn Độ.